# Raimond Lap
Raimond Lap (né le 15 décembre 1959) est un compositeur néerlandais, créateur de musique pour les bébés. Sa musique participe à l'éveil du nourrisson. Il a fait l'objet de nombreuses émissions de radio et de télévision aux Pays-Bas, et il a remporté de nombreuses récompenses.